# 昆仑山隧道
昆仑山隧道位于中国青海省境内，海拔4648米，全长1686米，是青藏铁路格尔木至拉萨段最长的隧道，也是世界上最长的高原冻土隧道。
昆仑山隧道于2001年9月开工，2002年9月26日贯通，昆仑山隧道所处的地理位置独特，自然环境恶劣，地质构造复杂，隧道穿越多条断裂带，施工的难度十分大，被列为青藏铁路施工的头号控制性工程。施工过程中采用湿喷混凝土临时支护技术，隧道内有隔势保温层、防水板等。

## 参看
- 青藏铁路
- 昆仑山

## 相关链接
- 青藏铁路的十个世界之最（视频）
- 青藏铁路通车视频集

35°42′1″N 94°3′6″E / 35.70028°N 94.05167°E